# Craveggia
Craveggia là một đô thị ở tỉnh Verbano-Cusio-Ossola trong vùng Piedmont, có cự ly khoảng 130 km về phía đông bắc của Torino và khoảng 20 km về phia bắc của Domodossola, ở biên giới với Thụy Sĩ. Tại thời điểm ngày 31 tháng 12 năm 2004, đô thị này có dân số 756 người và diện tích là 36,5 km².
Craveggia giáp các đô thị: Malesco, Onsernone (Thụy Sĩ), Re, Santa Maria Maggiore, Toceno, Vergeletto (Thụy Sĩ), Villette.